# Бессонова, Марина Александровна
Мари́на Алекса́ндровна Бессо́нова (22 февраля 1945, Москва — 27 июня 2001, Москва) — российский историк искусства, критик, музейный работник.

## Биография
В 1968 году окончила отделение истории и теории искусства исторического факультета Московского государственного университета имени М. В. Ломоносова, защитив дипломную работу «Творчество Гертгена тот Синт Янса» на кафедре истории зарубежного искусства под руководством профессора В. Н. Лазарева. По окончании МГУ преподавала зарубежное искусство и эстетику в Московском художественно-промышленном училище имени М. И. Калинина, работала в отделе фондов Государственного музея архитектуры им. Щусева.
В 1970 году пришла в Государственный музей изобразительных искусств имени А. С. Пушкина в Отдел искусства стран Европы и Америки в должности научного сотрудника. В дальнейшем стала хранителем коллекций нового европейского искусства, специалистом в области французского искусства Новейшего времени, куратором выставок. Занималась также проблемами искусства авангарда, вопросами бытования современного искусства в классическом музее, взаимодействия зарубежного и русского искусства рубежа XIX—XX веков, а также зарубежного и советского искусства 1920-х годов. Особо изучала творчество Анри Руссо и наивное искусство.
Бессоновой принадлежит авторство многих альбомов, каталогов и научных статей по французскому искусству, монографических работ по отдельным мастерам импрессионизма и постимпрессионизма. Она была одним из авторов выставки «Москва—Париж» (работала вместе с международным комитетом выставки в течение 5 лет, соавтор каталога), автором ряда юбилейных ретроспективных выставок к 100-летию крупнейших мастеров XX века, в частности, Пабло Пикассо и Марка Шагала. Регулярно принимала участие в «круглых столах» по проблемам современного искусства, участник и ведущий ряда вечеров, связанных с информацией о зарубежной художественной жизни. Привлекалась к работе самодеятельной комиссии МОСХа, читала собственный курс по искусству XX века на филологическом факультете МГУ.
Праправнучка председателя 1-й Государственной Думы С. А. Муромцева.
Духовная дочь о. Александра Меня.
Похоронена в Москве на Ваганьковском кладбище.

## Кураторские проекты
- 1976 — «Византийское искусство в собраниях СССР». Москва, ГМИИ; Ленинград, Гос. Эрмитаж.
- 1978—1981 — «Париж-Москва» «Москва-Париж»; куратор раздела «Изобразительное искусство» и сокуратор всего проекта. Ведущий проекта — директор музея имени Жоржа Помпиду П.Юльтен. Париж, Центр искусства и культуры им. Ж.Помпиду; Москва, ГМИИ.
- 1980 — «Американская живопись второй половины 19-20 вв. из собраний США». Москва, ГМИИ.
- 1986 — «Другое искусство». Москва, галерея «Эрмитаж» (живопись), Петровские линии (графика).
- 1987 — «Шагал. Возвращение мастера». Первая ретроспективная выставка Шагала в России, к столетнему юбилею художника. При участии музея Марка Шагала в Ницце. Москва, ГМИИ.
- 1987—1989 — «Эпоха открытий. Искусство 20 века во Франции». Совместно с центром Ж. Помпиду (Париж). Москва, ГМИИ, ЦДХ.
- 1988—1989 — «Поль Гоген. Взгляд из России». Отдельный московский проект большой ретроспективы Гогена, проходившей во Франции и США. Москва, ГМИИ, Ленинград, Гос. Эрмитаж.
- 1990 — «Матисс в Марокко».
- 1992—1993 — «Морозов и Щукин — русские коллекционеры».
- 1993 — «Гриша Брускин — Генеральная инструкция». Выставка — инсталляция.
- 1993 — «Анри Матисс».
- 1994 — «Кубизм Пикассо и финский авангард».
- 1994 — «Беспредметное в русском искусстве. От Кандинского и Малевича до сегодняшнего дня».
- 1994—1995 — «Поль Гоген и русский авангард».
- 1995 — «Борис Заборов. Живопись последних лет…»
- 1995 — «Валерий Юрлов…»
- 2000—2001 — «Двенадцать из двадцатого». Москва, ГМИИ, Музей личных коллекций.
- 2001 — «Встреча спустя четверть века. Борис Турецкий и Николай Наседкин». Москва, Галерея на Солянке.
- 2001 — «Линия поведения. Борис Марковников, Николай Наседкин, Александр Фонин». Москва, Галерея Манежа.